# 坎布里亚警察局
坎布里亚警察局（Cumbria Constabulary）是英国坎布里亞郡的警察部队，辖区面积2,634平方英里（6,820平方） ，大部分是偏僻的农村。

## 历史
坎伯兰和威斯特摩兰警察局（Cumberland and Westmorland Constabulary）成立于1856年，1947年并入肯德尔自治市警察局（Kendal Borough Police），后又合并卡莱尔市警察局，形成坎伯兰、威斯特摩兰和卡莱尔警察局（Cumberland, Westmorland and Carlisle Constabulary），1967年改现名。 
英国内政大臣于2006年2月6日提议将其与兰开夏警察局合并，2月25日双方都表示接受，合并定于2007年4月1日进行。然而，因为无法解决税收差异问题，2006年7月合并提议作废。